# サラダパン

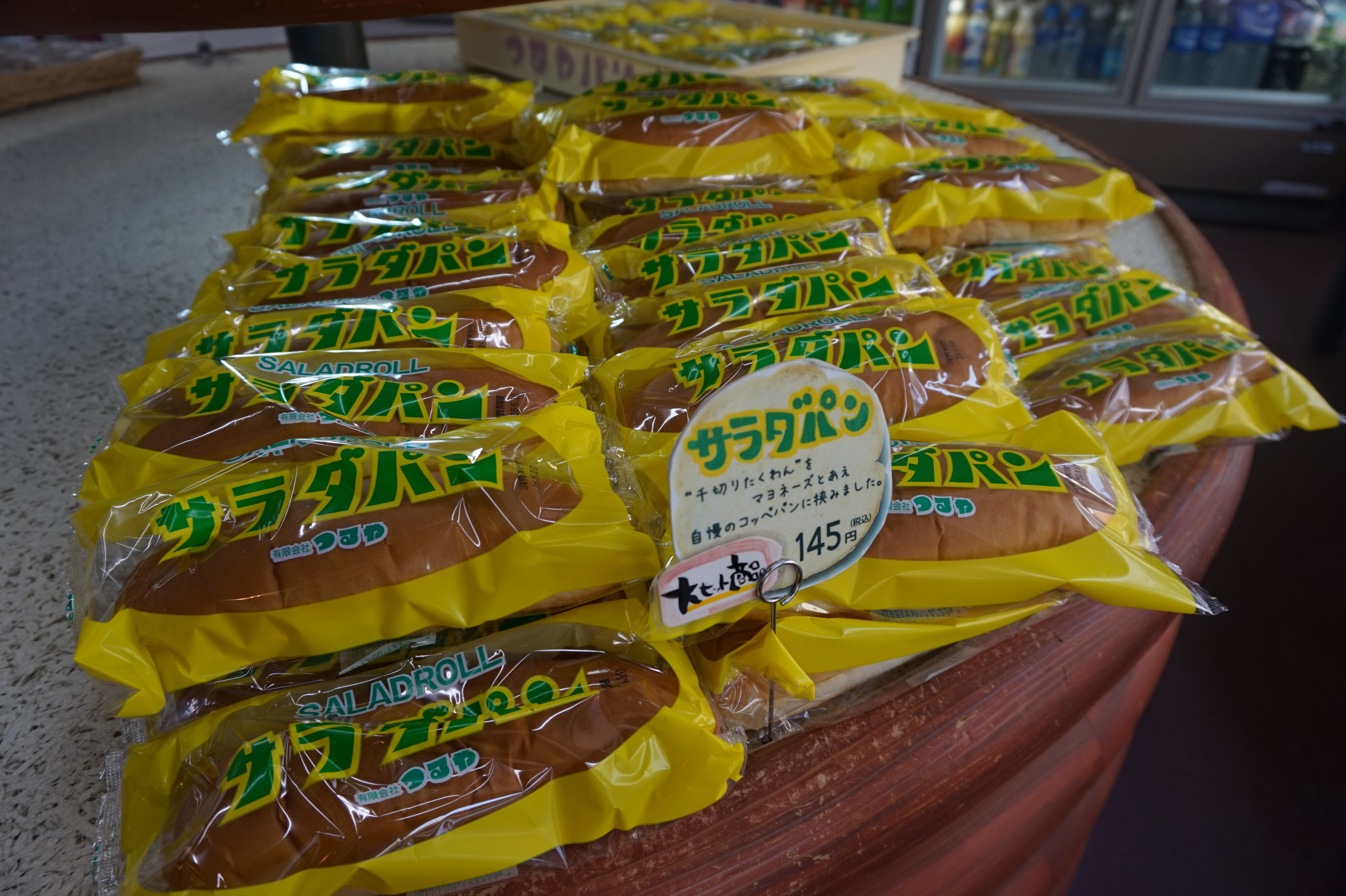
サラダパン

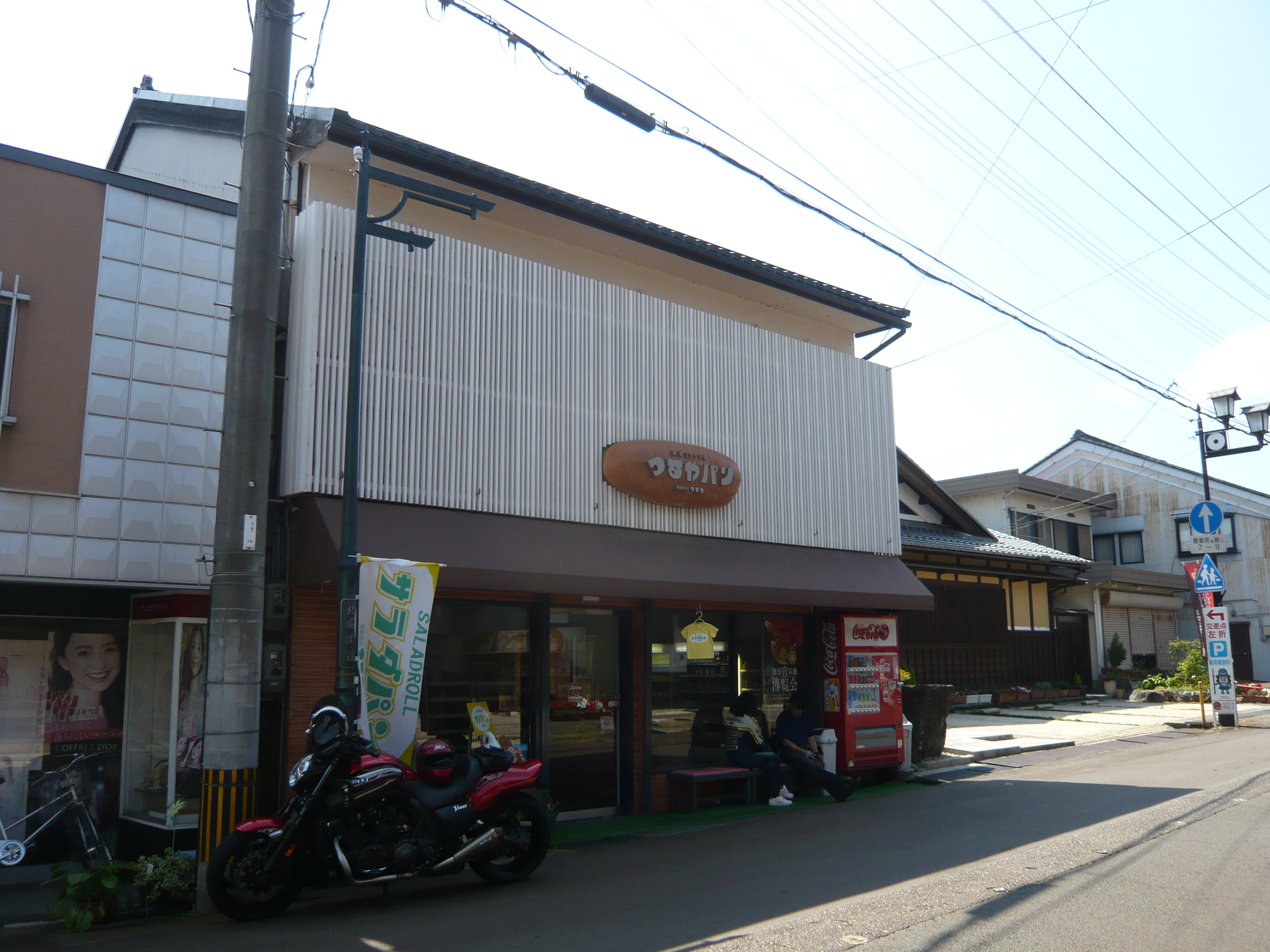
つるやパン（サラダパン発売元）

サラダパンとは、マヨネーズで和えた刻みたくあんのペーストをコッペパンに挟んだ調理パン。

## 概要
滋賀県長浜市木之本町木之本（旧木之本町）にある1951年創業のパン屋「つるやパン」の名物パンである。店頭販売のほか、ネット通販、滋賀県のスーパーマーケットチェーン平和堂の一部店舗、近隣の北陸自動車道の賤ヶ岳サービスエリアや、滋賀県立伊香高等学校の購買、日本電気硝子高月工場の購買部や自販機でも販売されている。
滋賀県のごく一部の地域のローカルフードであったが、2000年代のご当地グルメブームによってマスコミに取り上げられるようになり、滋賀県発の変わり種パンとして全国的にも知られるようになった。
2015年5月頃より一時期、滋賀県内のセブンイレブンで「近江の味！サラダパン」と題してエフベーカリーコーポレーション滋賀事業所製によるものが販売された。

## 歴史
1957年、初代主人の妻が塩気のある調理パンのアイデアを思い付いたのが始まり。当初は「サラダパン」の名の通り、マヨネーズで和えた刻みキャベツを挟んだものであった。そのため、パッケージの袋にあしらわれている黄色はマヨネーズ、緑の文字はキャベツから来たものであり、サラダパンで使っているたくあんは着色料が使われていないため白く、黄色はたくあんの色というのは誤りである。
その後、キャベツの水分でパンがふやけてしまう問題点から一度製造を停止。刻みキャベツのような食感を楽しめて且つ日持ちする食材を探していたところ、現在のたくあんに行き着き、1962年より販売を再開した。製造停止時に大量に残ってしまったパッケージを再利用し、「たくあんも野菜だから、サラダじゃないか」ということで名称は変更されず、現在に至っている。そもそもの名称の由来が、キャベツとは関係なく、マヨネーズの材料のサラダ油であることからとも言われている。

## コラボレーション
イナズマロックフェス
2009年より滋賀県で開催されている野外ロック・フェスティバル『イナズマロックフェス』で、第1回よりコラボレーションした「イナズマサラダパン」を毎年販売している。
フェスの立ち上げ人である滋賀県野洲市出身の歌手・西川貴教が日本テレビ『行列のできる法律相談所』にフェスの告知を兼ねて出演した際にサラダパンの話題があがり、他の滋賀県外の出演者に「サラダパンまずい」といじられ続けた結果、番組の最後で西川が「イナズマロックフェスでサラダパン販売します」と宣言。放送後に西川がFM滋賀のラジオ番組内で「つるやパンさん、番組でサラダパン販売すると言っちゃいましたが可能ですか？」と発言していたところをつるやパンの工場従業員が聞いていたことをきっかけとして、FM滋賀を経由してつるやパン社員が西川と対面し、コラボレーションが実現した。
第4回（2012年）では「イナズマサンドウィッチ」も販売。第10回（2018年）では、たくあん以外にキュウリ、ナス、ミョウガ、シソ、コンブ、大津市の「おつけもの丸長」の日野菜漬を挟み込んだ「イナズマレインボーサラダパン」を販売した。
カメラを止めるな!
映画『カメラを止めるな!』のBlu-ray&DVD発売記念として、コラボパッケージ版「サラダパン〜カメラを止めるな！Ver.〜」が2018年11月10日より期間限定で販売される。指定金額以上の購入者を対象に、映画DVDや非売品Tシャツ、監督のサイン入りポスターなどが抽選で当たるプレゼントキャンペーンも実施される。同コラボの発表後からはつるやパンのサイトが『カメラを止めるな!』仕様のデザインに変わっている。
同映画の監督を務めた上田慎一郎の出身地が木之本町であることからタイアップが行われた。なお、監督の過去作では『4/猫 ねこぶんのよん』の「猫まんま」内でつるやパンのサイトで販売しているサラダパンのロゴTシャツを着た人物が登場している。

カルビーポテトチップス
2017年度より開始した47都道府県の味シリーズで、2019年9月23日より関西6府県で発売された。。

## 大使
2022年11月よりタレントのMCMORIYAがサラダパンパクパク大使に就任。

## 秋田のサラダパン
秋田県秋田市にあるたけや製パンも同名のパンを製造・販売している。コッペパンの中に挟んであるものはスパゲッティをマヨネーズで和えたものである。